# 未来天文现象列表

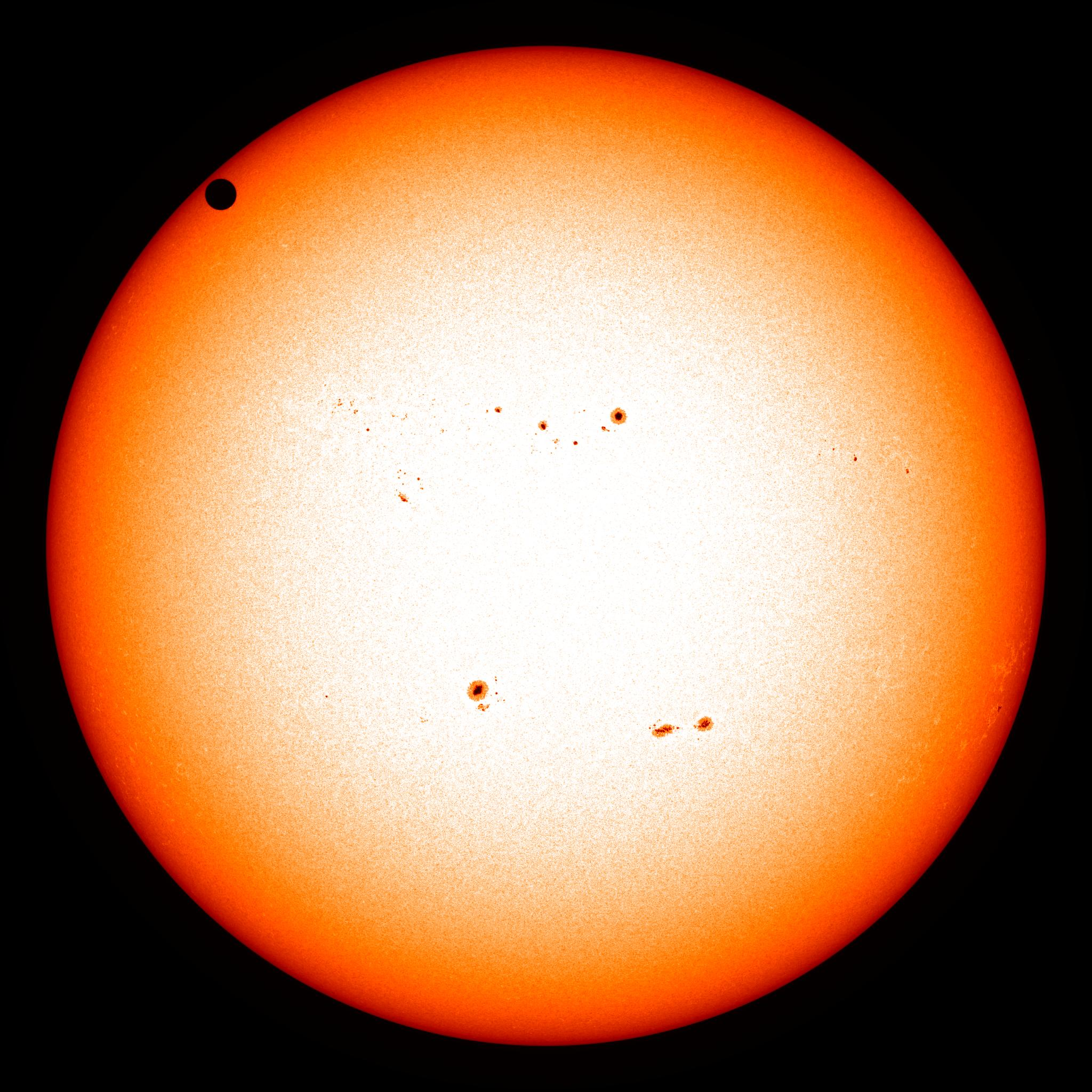
2012年，SDO卫星捕捉到的金星凌日。凌日是常见的天文现象。

本列表中收录在未来会发生的天文现象，包括食（日食、月食）、凌（如水星凌日、金星凌日）、彗星过近日点、掩星和连珠。不过，鉴于日食、月食频繁发生，本列表只收录一些比较值得留意的食。
2.3亿年后，受李雅普诺夫时间所限，人类已无法算出天体在轨道中的具体位置。

## 公元2025年－公元3000年（3千纪）
- 2236年11月13日－14日，同时发生水星凌日和月偏食。[2]:135[3][4]
- 2887年11月21日，同时发生水星凌日和月偏食。[3][4]

## 公元3001年－公元6000年（4千纪－6千纪）
- 3711年12月，火星、土星、天王星、海王星四星联珠。[5]

## 公元6001年－公元16000年（7千纪－16千纪）
- 6757年7月5日：同时发生日偏食与水星凌日[2]:134[6]
- 8059年7月20日：同时发生日环食与水星凌日。[2]:134
- 9361年8月4日：同时发生日环食与水星凌日。[2]:134
- 9622年2月4日：同时发生日环食与水星凌日。[2]:134
- 9966年8月11日：同时发生日全食与水星凌日。[2]:134
- 10663年8月20日：同时发生日全食和水星凌日。[2]:134
- 11268年8月25日：同时发生日全食和水星凌日。[2]:134
- 11575年2月28日：同时发生日环食和水星凌日。[2]:134
- 13425年9月17日：在16个小时内，水星凌日和金星凌日相继发生。4日后，金星掩水星。[2]:133
- 15232年4月5日：同时发生日全食和金星凌日。[2]:134[6]
- 15790年4月20日－21日：同时发生日环食和水星凌日。[2]:134

## 公元16001年－（17千纪－）
- 69163年7月26日：同时发生水星凌日和金星凌日。[2]:133[6]
- 224508年3月27日：同时发生水星凌日和金星凌日。[2]:133[6]